# Ząbrowo (Stare Pole)
Pour les articles homonymes, voir Ząbrowo.
Ząbrowo (en allemand Sommerau) est un village polonais de la voivodie de Pomeranie, du powiat de Malbork et de la gmina Stare Pole, situé non loin de la rivière Nogat. Il compte 357 habitants au recensement de 2021. Jusqu'en 1945 Ząbrowo appartenait à la Prusse, et entre 1975 et 1998 faisait partie
de la voivodie d'Elblag.

## Galerie

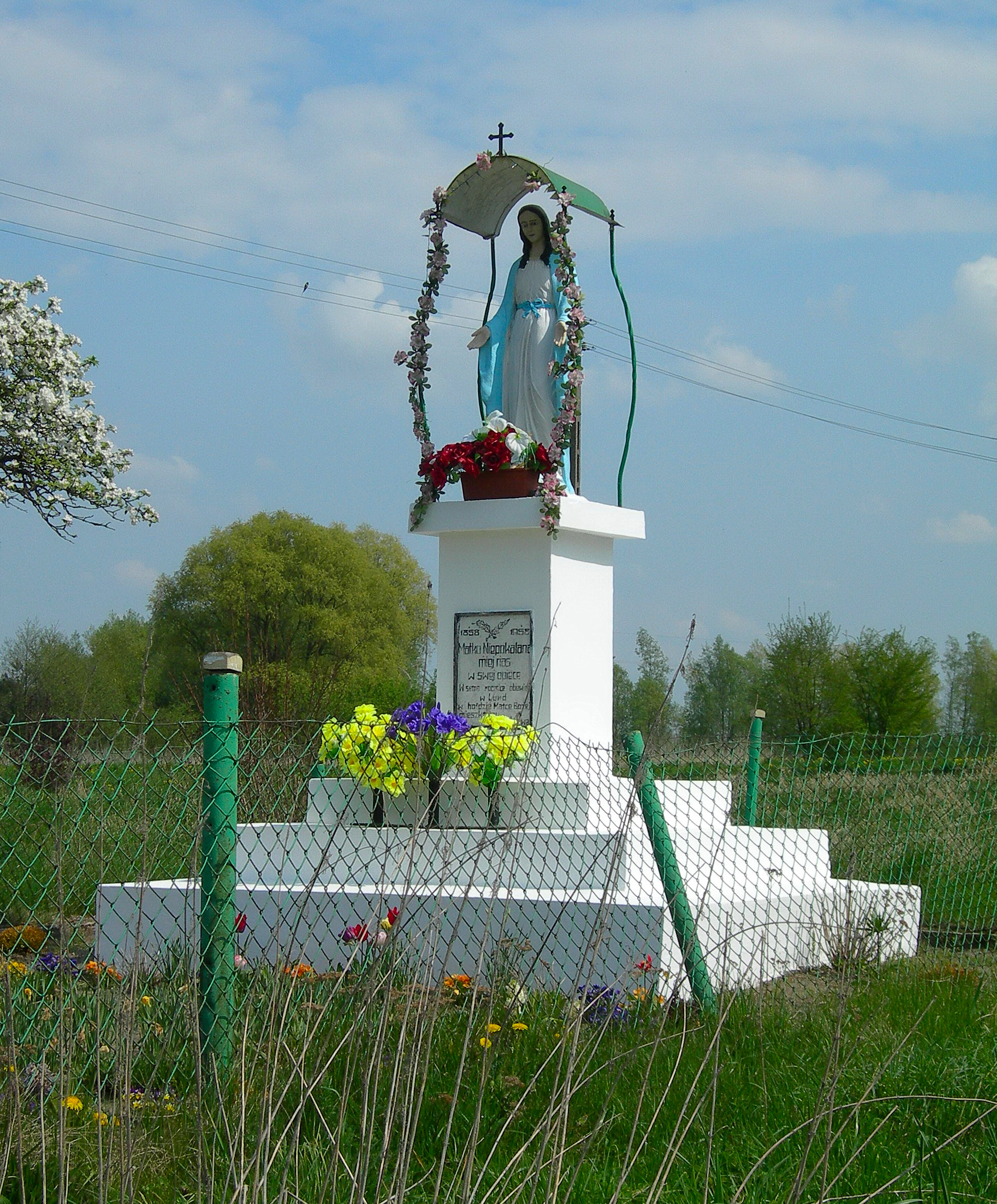
Statue de la Vierge à Ząbrowo.
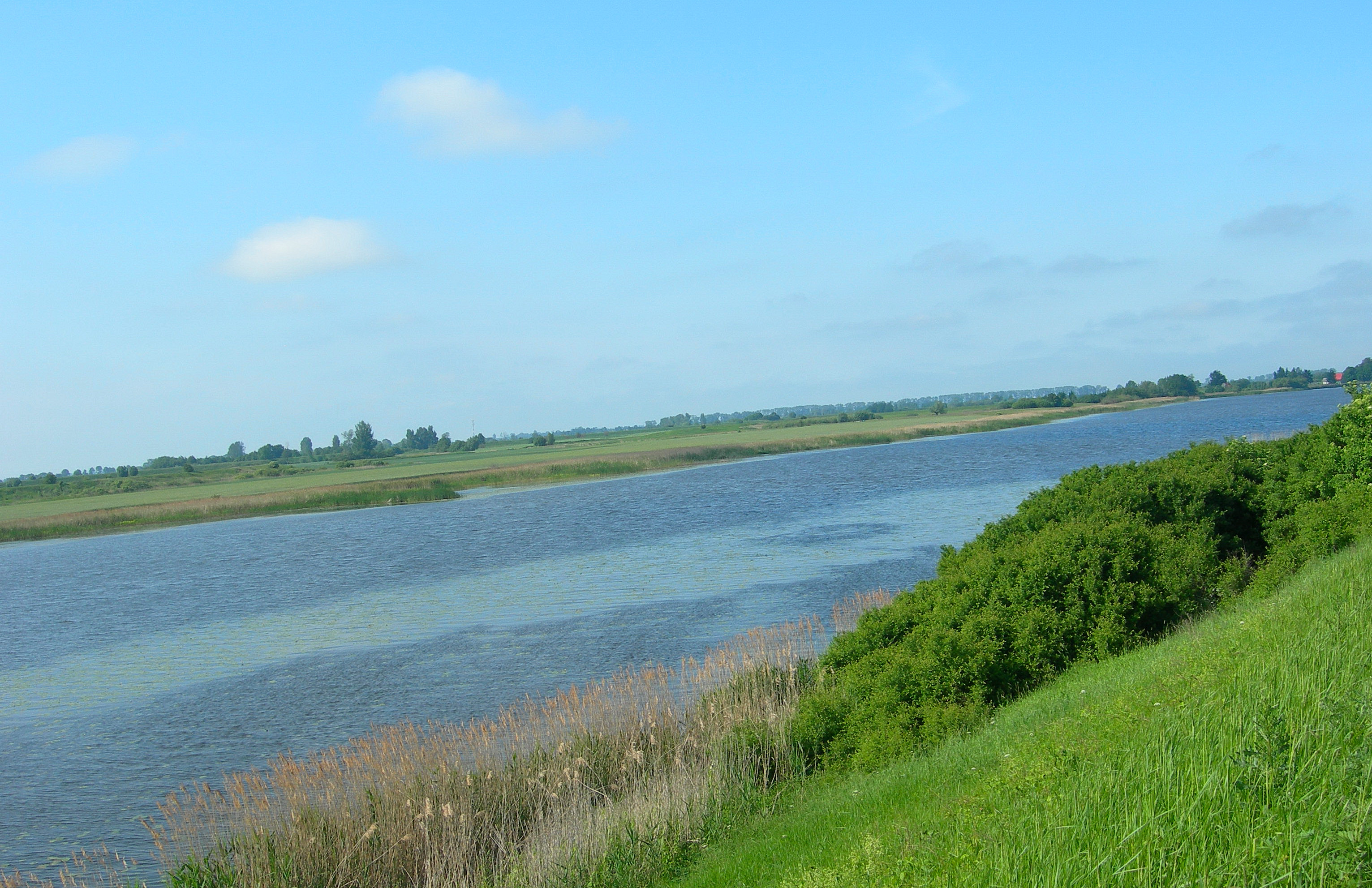
La Nogat près de Ząbrowo.
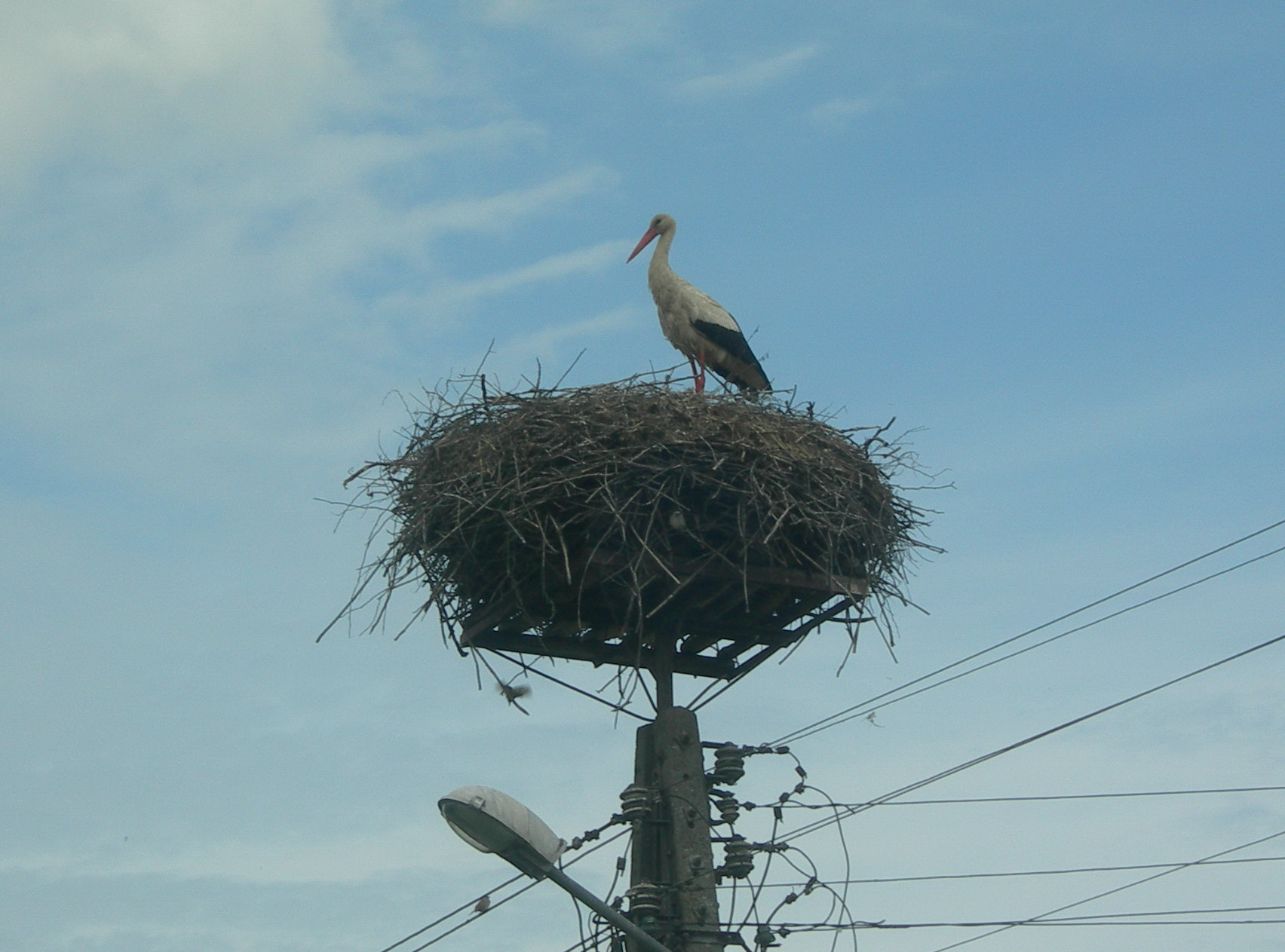
Nid de cigognes.